# 광명성
광명성(光明星) 또는 백두광명성(白頭光明星)은 조선민주주의인민공화국에서 김정일을 부르는 별칭이다. 김일성의 상징인 태양에 대응하는 것으로 보인다.

## 유래
조선민주주의인민공화국의 정치 선전물에 따르면 김정일이 백두산 밀영에서 출생할 때 백두광명성이 떠올랐다고 한다.

## 광명성의 이름을 딴 것
- 광명성 1호
- 광명성 2호
- 광명성 3호
- 광명성 4호
- 광명성연합회: 조선민주주의인민공화국의 중소기업 단체
- 광명성총회사: 조선민주주의인민공화국의 기업
- 광명성절: 김정일 사후 김정일의 생일을 조선민주주의인민공화국에서 기념하는 이름

## 같이 보기
- 이란 우주국
- 조선우주공간기술위원회
- 서해 위성 발사장